# Les Descendants de Shannara
 (avril 2024).
Si vous disposez d'ouvrages ou d'articles de référence ou si vous connaissez des sites web de qualité traitant du thème abordé ici, merci de compléter l'article en donnant les références utiles à sa vérifiabilité et en les liant à la section « Notes et références ».
Les Descendants de Shannara est un roman de médiéval-fantastique écrit en 1989 par Terry Brooks. Il s'agit du premier tome de la tétralogie L'Héritage de Shannara.

## Résumé des trois premiers chapitres
4470 : Le fantôme du druide Allanon convoque le vieux Cogline. Il lui demande de faire venir devant lui trois des descendants de Shannara. Trois cents ans ont passé depuis la mort d'Allanon. Désormais, c'est une puissante fédération qui domine la terre des hommes. Il y a trois cents ans la fédération ne regroupait que quelques cités du sud. Petit à petit, toutes les villes du sud furent annexées à la fédération puis ce fut le tour du royaume de Callahorn et de la principauté de Leah. C'est alors qu'apparut des magiciens maléfiques : Les Ombreurs. Pour lutter contre eux, la fédération interdit l'usage de la magie et créa l'ordre des questeurs, des policiers chargés de traquer les sorciers. La fédération fit ensuite la guerre aux nains et les soumis. Elle obligea les gnomes à accepter un protectorat. Les elfes, par peur de la fédération, disparurent. Seuls les trolls sont encore indépendants. Dans la ville de Varfleet, deux descendant de Shannara, les frères Par et Coll Ohmsford donnent des spectacles de magie grâce à l'enchantement de Shannara. Un soir de représentation, ils sont capturés par des questeurs. Mais, les spectateurs interviennent et empêchent l'arrestation. Les deux frères s'enfuient de la ville en barque par la rivière Mermidon...

## Personnages principaux
- Par Ohmsford, descendant de Jair Ohmsford.
- Coll Ohmsford, frère de Par, descendant de Jair Ohmsford.
- Morgan Leah, descendant de Rone Leah.

## Éditions françaises
- 2004 : Les Descendants de Shannara, éditions Bragelonne, traduction de Rosalie Guillaume (format livre).
- 2006 : Les Descendants de Shannara, éditions J'ai lu, traduction de Rosalie Guillaume (format poche).
- 2007 : Les Descendants de Shannara, éditions Bragelonne, traduction de Rosalie Guillaume (format livre) - Nouvelle couverture.
- 2009 : Les Descendants de Shannara, éditions J'ai lu, traduction de Rosalie Guillaume (format poche) - Nouvelle couverture.